# شهرستان فونان
شهرستان فونان (به لاتین: Funan County) یک منطقهٔ مسکونی در چین است که در فویانگ واقع شده‌است. شهرستان فونان ۱٬۷۶۸ کیلومتر مربع مساحت و ۱٬۵۵۳٬۰۰۰ نفر جمعیت دارد.